# Universiade d'été de 2019
Navigation
Édition précédente Édition suivante
L'Universiade d'été de 2019, XXXe édition, se déroule à Naples et en Campanie en juillet 2019.
Le 5 mars 2016 à Bruxelles, après le retrait de Brasilia en raison de difficultés financières, la FISU a réattribué cette édition à Naples. Soixante ans après la 1re édition des Universiades à Turin, c’est la 11e fois qu’une édition de ces jeux universitaires, réservée aux étudiants ayant au moins dix-huit ans et au plus 25 ans, se déroule en Italie (la 5e fois en été).

## Sélection de la ville-hôte
Le 3 avril 2013, la FISU communique une liste de trois villes candidates :
- Bakou, en Azerbaïdjan ;
- Brasilia, au Brésil ;
- Budapest, en Hongrie.

Le 31 octobre 2013, Bakou se retire en raison des nombreux événements sportifs entre 2015 et 2017. Le 8 octobre 2013, Budapest renonce en raison de difficultés financières. Le 9 novembre 2013, Brasilia, seule ville candidate restante, se voit en conséquence attribuer l'Universiade de 2019. Elle y renoncera le 23 décembre 2014.
La candidature de Naples et de la région Campanie a été présentée par Vincenzo De Luca, président de région, à la FISU. La plupart des épreuves étaient alors prévues de se dérouler dans l'ancienne caserne de l'OTAN à Bagnoli, près de la Città della Scienza. Sont prévus initialement plus de 10 000 athlètes étudiants et 15 000 au total. Finalement moins de 9 000 participants dont 6 000 athlètes seront effectivement accueillis. De Luca a initialement annoncé d'avoir débloqué vingt millions d'euros pour restructurer les infrastructures sportives, les travaux d’investissement totalisant finalement 170 millions d’euros. Une partie du village qui héberge les participants est constitué par deux navires de croisière, le MSC Lirica et le Costa Victoria, accostés à la Gare maritime de Naples, navires qui accueillent 2 000 athlètes en permanence, et notamment ceux dont les compétitions se déroulent à Naples.

## Sports universitaires
Dix-huit sports sont prévus : athlétisme, basket-ball, escrime, football, gymnastique artistique, gymnastique rythmique, judo, natation, plongeon, rugby à sept, taekwondo, tennis, tennis de table, tir, tir à l'arc, voile, volley-ball et water-polo.

## Sites
Pour la XXXe universiade, les sites suivants seront utilisés :
| Équipement                           | Ville            | Sport                                        | Capacité                                  | photo |
| ------------------------------------ | ---------------- | -------------------------------------------- | ----------------------------------------- | ----- |
| Circolo del Remo e della Vela Italia | Naples           | Voile                                        | -                                         | -     |
| Circolo del Tennis di Napoli         | Naples           | Tennis                                       | -                                         |       |
| PalaUniSa (CUS Salerno)              | Baronissi        | Escrime                                      | -                                         | -     |
| Mostra d'Oltremare (pavillon 3)      | Naples           | Tir                                          | -                                         |       |
| Mostra d'Oltremare (pavillon 6)      | Naples           | Judo                                         | -                                         |       |
| Mostra d'Oltremare (piscine)         | Naples           | Plongeon                                     | -                                         |       |
| PalaBarbuto                          | Naples           | Basket-ball                                  | 4 000                                     |       |
| PalaCercola                          | Cercola          | Basket-ball                                  | -                                         | -     |
| PalaCoscioni                         | Nocera Inferiore | Volley-ball                                  | -                                         | -     |
| PalaDelMauro                         | Avellino         | Basket-ball                                  | 5 195                                     |       |
| PalaJacazzi                          | Aversa           | Basket-ball                                  | 2 000                                     | -     |
| PalaSele                             | Eboli            | Volley-ball                                  | 8 000                                     | -     |
| PalaTedeschi                         | Bénévent         | Volley-ball                                  | -                                         | -     |
| PalaTrincone                         | Pouzzoles        | Tennis de table                              | -                                         | -     |
| PalaVesuvio                          | Naples           | Gymnastique artistique Gymnastique rythmique | 3 711                                     | -     |
| Palazzetto dello Sport               | Ariano Irpino    | Volley-ball                                  | -                                         | -     |
| Palazzetto dello Sport               | Casoria          | Taekwondo                                    | -                                         | -     |
| Reggia di Caserta                    | Caserte          | Tir à l'arc                                  | -                                         |       |
| Piscina Comunale                     | Casoria          | Water-polo                                   | -                                         | -     |
| Piscina Felice Scandone              | Naples           | Natation Water-polo                          | 4 500                                     |       |
| Stadio Alberto Pinto                 | Caserte          | Football                                     | 6 817                                     |       |
| Stade Arigis                         | Salerne          | Football                                     | 37 180                                    |       |
| Stade Ciro-Vigorito                  | Bénévent         | Football                                     | 16 867                                    |       |
| Stadio Comunale                      | Cercola          | Football                                     | -                                         | -     |
| Stade ex NATO                        | Naples           | Rugby à sept                                 | -                                         |       |
| Stadio del Nuoto                     | Caserte          | Water-polo                                   | -                                         | -     |
| Stadio Marcello Torre                | Pagani           | Football                                     | 5 093                                     |       |
| Stade Partenio                       | Avellino         | Tir à l'arc                                  | 12 215                                    |       |
| Stadio San Francesco d'Assisi        | Nocera Inferiore | Football                                     | 9 080                                     |       |
| Stadio San Mauro                     | Casoria          | Football                                     | 1 308                                     | -     |
| Stade San Paolo                      | Naples           | Cérémonie d’ouverture Athlétisme             | 55 000, limité à 30 000 pour la cérémonie |       |
| Stadio Simonetta Lamberti            | Cava de' Tirreni | Football                                     | 7 800                                     |       |
| Tiro a Volo Zaino                    | Durazzano        | Tir                                          | -                                         | -     |

Pour l’ensemble des 69 sites concernés, qui la plupart du temps ont été rénovés ou restructurés, la région Campanie, souvent épaulée par des fonds européens, a dépensé 170 millions d’euros sur un total de 270 millions dépensés au total. La restructuration du stade San Paolo a représenté la plus forte dépense de la manifestation (23 millions) suivie par celle du PalaVesuvio (7), de la piscine Scandone (6), du PalaUniSa (2,4) et du stade Arigis (2,3).

## Mascotte
La mascotte des Universiades de Naples 2019 est représentée par la sirène Partenope, symbole de la ville et de sa fondation mythique. Selon ce mythe, la ville aurait été fondée après qu’une sirène est venue mourir dans le golfe, et ce, après avoir en vain cherché à arrêter le voyage d’Ulysse vers Ithaque.
La mascotte a été imaginée par Melania Acanfora, une jeune étudiante de l'Accademia di belle arti di Napoli, et elle représente une gymnaste aux cheveux multicolores et avec une queue de poisson qui se transforme en deux jambes écaillées qui lui permettent de concourir comme une vraie athlète. Elle est présentée le 18 avril 2019 par Massimiliano Rosolino, ambassadeur de la manifestation.

## Slogan
Le slogan de cette édition est « Essere unico » (en italien : être unique ; To be unique, en anglais).

## Sports

### Obligatoires
Les épreuves sportives obligatoires, au nombre de 15, sont déterminées par la FISU et, si elles ne sont pas modifiées par l’Assemblée générale de la FISU, elles restent valides pour toutes les Universiades. Entre parenthèses le nombre de titres attribués.
- Athlétisme (50)
- Football (2)
- Gymnastique (14)
- Gymnastique rythmique (8)
- Judo (18)
- Natation (42)
- Basket-ball (2)
- Water-polo (2)
- Volleyball (2)
- Escrime (12)
- Taekwondo (23)
- Tennis (7)
- Tennis de table (7)
- Tir à l'arc (10)
- Plongeon (15)

### Facultatifs
Les sports facultatifs sont décidés par la National Sports Federation (NUSF) du pays hôte et doivent comporter au moins trois sports supplémentaires. Ces trois disciplines ont été retenues par le Centro Universitario Sportivo Italiano (CUSI) :
- Rugby à sept (2)
- Tir (34)
- Voile (1)

## Cérémonies

### Cérémonie d'ouverture

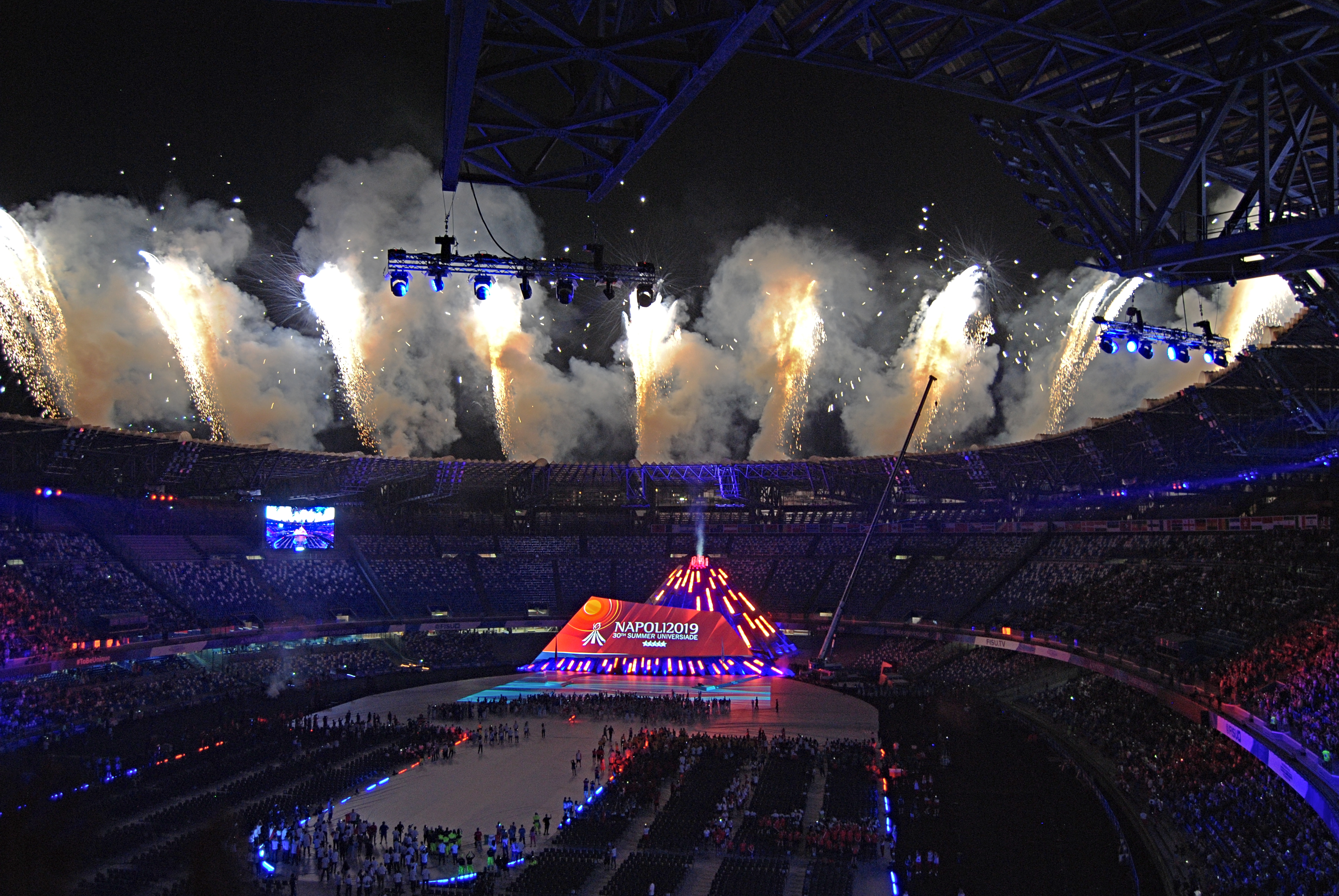
La cérémonie d'ouverture au stade San Paolo.

La cérémonie a été conçue par Balich Worldwide Shows de Marco Balich (ja). Elle se déroule au stade San Paolo rénové, rempli de 30 000 spectateurs, et débute à 21 h, heure locale, en présence du président de la république, Sergio Mattarella. Le compte à rebours est scandé en napolitain en utilisant la symbolique de la smorfia napolitana qui se termine sur « l'Italia » (le chiffre 1). Le maire de Naples, Luigi de Magistris, donne alors la bienvenue aux athlètes et au public : défilent ensuite les 118 délégations, par ordre alphabétique en anglais, en commençant par l’Albanie et en terminant avec l’Italie, la délégation de la nation hôte, également la plus nombreuse. Si le Brésil est accueilli avec enthousiasme, l’Allemagne et surtout la France sont copieusement sifflées. Malika Ayane chante « L’italiano » avant que Bebe Vio ne porte le drapeau italien pour la levée des couleurs et l’exécution de Fratelli d'Italia. Le serment des athlètes est prononcé par Luca Zini, un rugbyman, tandis que celui des juges l’est par Silvia Store. À 23 h 30, le drapeau de la FISU entre dans le stade, porté par Klaus Dibiasi, Annalisa Allocca, Giuseppe Abbagnale, Giorgio Vacchiano, Mariafelicia De Laurentis, Paolo Trapanese, Antonio Perreca et Antonietta Di Martino, avant que ne soit hissé le drapeau de la FISU et chanté le Gaudeamus igitur. La gymnaste Carlotta Ferlito, dernière à porter la torche, enflamme un ballon que le footballeur Lorenzo Insigne envoie vers le chaudron en forme de Vésuve. Le chaudron ne s’enflamme pas afin de ne pas entraîner de gaspillage énergétique : il s’agit de flammes fictives simulées.

### Cérémonie de clôture
Elle était initialement prévue place du Plébiscite, à Naples, mais en raison du succès de la cérémonie d’ouverture, elle est déplacée dans le stade San Paolo, dans un stade plein, et débute à 21 h 10, heure locale. Un hommage est rendu à Pietro Mennea, auteur du record du monde du 200 m, lors de l’Universiade de 1979. L’hymne italien, Fratelli d’Italia, est joué, dans une version originale, par la formation junior de la Nuova Orchestra Scarlatti. C’est Daisy Osakue qui fait éteindre la flamme, mais celle-ci obéit à la tradition du « conto sospeso » napolitain, qui consiste à payer d’avance le café à une personne absente, qui n’aurait pas forcément les moyens, ce qui permet non seulement une solidarité mais aussi une transmission : la flamme ne s’éteint donc jamais vraiment et est donc transmise à Chengdu. La cérémonie se conclut par un concert de quarante minutes, avec notamment Clementino et Mahmood.